# Réserve de biosphère de landes et d'étangs de Haute-Lusace
Le paysage de landes et d'étangs de Haute-Lusace, (Oberlausitzer Heide- und Teichlandschaft) est depuis 1996 la treizième réserve de biosphère classée à l'UNESCO d'Allemagne et la seule en Saxe. Avec une superficie de 301 km2, elle couvre près d'un tiers du macrochore de landes et d'étangs de Haute-Lusace.
Outre les surfaces arborées qui représentent près de la moitié de la réserve (141,6 km2), la réserve est surtout connue pour ses plans d'eau, ses rivières et ses canaux qui couvrent 27,5 km2. Les 350 étangs majoritairement artificiels occupent à eux-seuls 22,3 km2. Ils sont tous connectés les uns aux autres par un système de canalisations, de fossés et de canaux à écluses. Ils sont répartis en 39 groupes de plans d'eau à travers la réserve. L'autre moitié de la superficie (159 km2) est une surface agraire.

## Localisation
La réserve se trouve à cheval sur les arrondissements de Görlitz et de Bautzen dans l'État libre de Saxe et à équidistance entre les communes de Hoyerswerda, Niesky, Weißwasser, Weißenberg et Bautzen.

## Zonage
La superficie totale de la réserve de biosphère fait 30 102 hectares dont une aire centrale de 1 124 ha, une zone tampon de 12 015 ha et une zone de transition de 16 963 ha.
L'aire centrale et la zone tampon (43 % de la réserve) sont classées Natura 2000 ainsi que zone de protection de l'Union Européenne sous la directive habitats faune flore et directive oiseaux.

## Histoire
La région des 350 étangs (parfois abusivement surnommée « pays aux mille étangs ») a été durablement aménagée à partir du XVIe siècle, mais les premiers plans d'eau ont été créés avec l'arrivée de fermiers allemands dans ce territoire slave dès le XIIIe siècle. L'assèchement des zones humides, des tourbières et des bas-marais par la canalisation et la formation d'étangs a pu accélérer la conversion des terrains en prés ou en champs cultivables. Les terrains boisés ou en broussaille ont été défrichés. La surexploitation des forêts a mené à un manque de bois de chauffage, surtout au XVIIIe siècle. Ce n'est que depuis le XIXe siècle qu'une véritable politique de reboisement est conduite, particulièrement avec la plantation d'épicéas.
La surface agricole était assez réduite jusqu'au XIXe siècle et se concentrait dans le lit majeur de la Sprée, de la Petite Sprée et de la Schöps blanche. On y cultivait surtout du seigle, mais aussi de l'orge, du sarrasin et du millet. C'est à l'occasion de la réforme agraire et de l'abolition des droits seigneuriaux au XIXe siècle que la surface agricole s'est étendue.
Les prairies, qui ne recouvrent aujourd'hui qu'une surface marginale, étaient auparavant plus étendues. On y faisait paître des vaches, des moutons et des cochons. L'élevage d'oies était également important, alors qu'à l'inverse l'élevage de chevaux ou de chèvres était plus marginal. Il y a dans la région une longue tradition d'apiculture et de chasse aux essaims sauvages.
Les landes ont été par endroits utilisées comme zone d'entraînement militaire.

## Géomorphologie

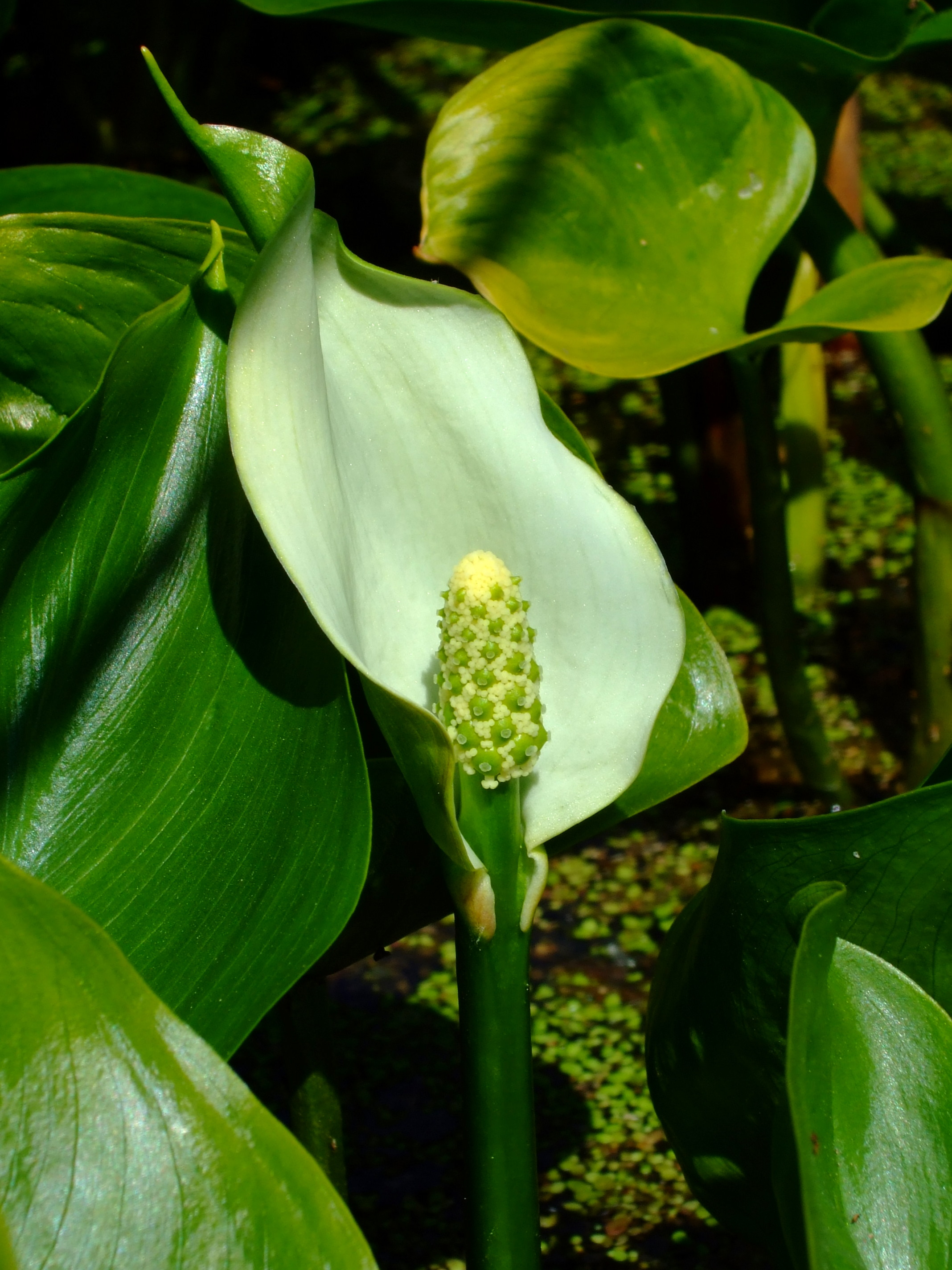
La calla des marais.

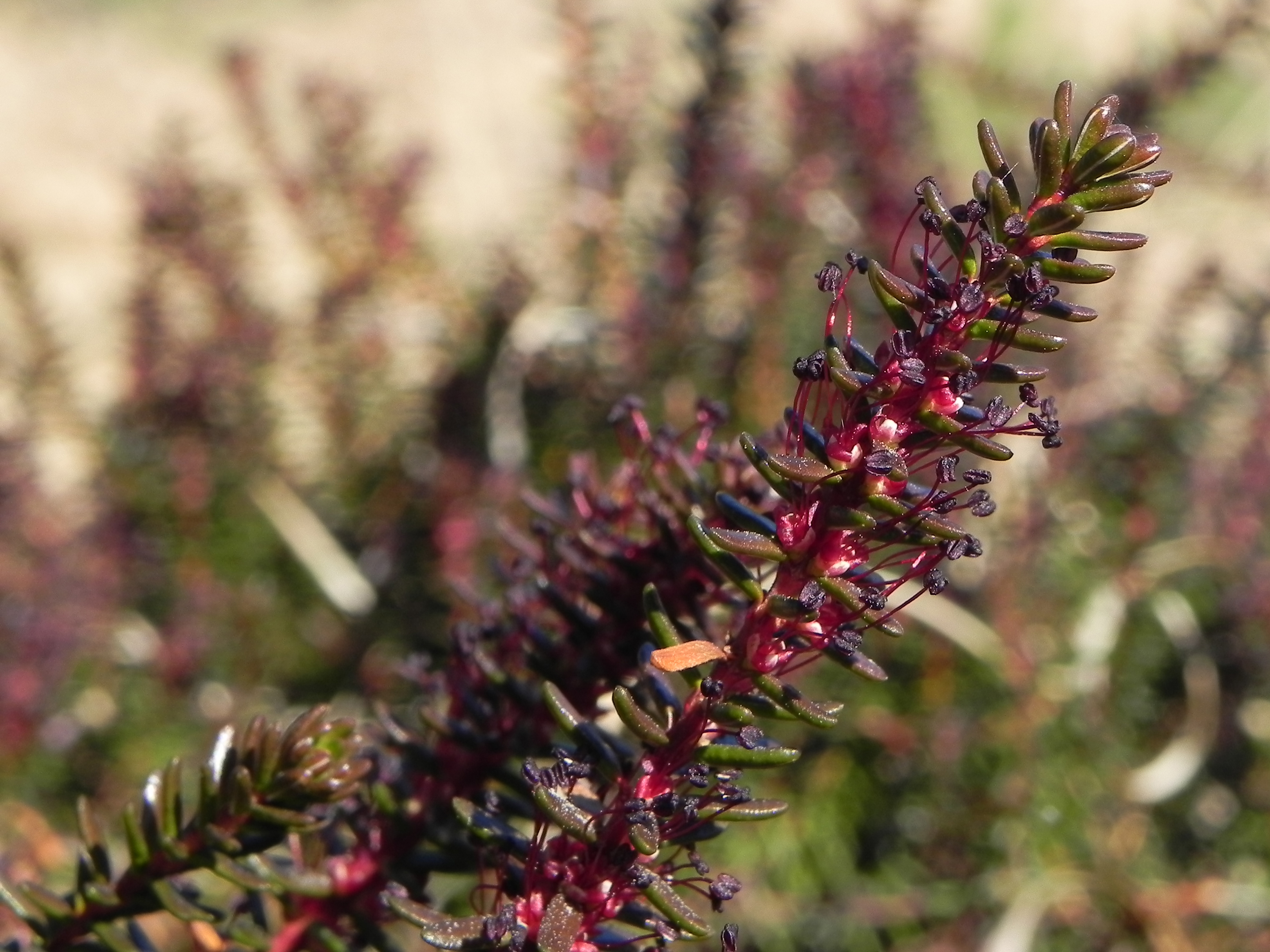
Empetrum nigrum.

La réserve de biosphère se trouve à cheval sur le massif granitique de Lusace et le massif schisteux de Görlitz. Au sud s'étend un socle cristallin de granodiorite lusacien tandis qu'au nord on trouve de la grauwacke issue de conglomérats de silex et de radiolarite.
Sur le socle cristallin s'est entreposée des sédiments datant du tertiaire et du pléistocène. Au nord, le sol est riche en couches de lignite datant du tertiaire. Au sud de la grave et du sable du pléistocène sont prédominants. Les dépôts minéraux du quaternaire ont formé dans les landes des dunes de sable éolien.

## Flore
Même avant l'arrivée des hommes, le territoire de la réserve n'était pas intégralement boisé, ne serait-ce qu'avec la présence de clairières et de zones humides. L'essence prédominante était le hêtre commun, ce qui contraste avec la prédominance actuelle (39 %) de sapinières plantées par l'homme. On trouve également des pinèdes et des chênaies dans les zones les plus sèches.
La végétation des landes est dominée par la bruyère des marais, la droséra à feuilles rondes, la droséra intermédiaire, la canneberge ou le lédon des marais, ainsi que la linaigrette vaginée, le rynchospore blanc et brun, l'écuelle d'eau, la calla des marais, l'astragale sablonneux ou le mélampyre des bois.

## Faune

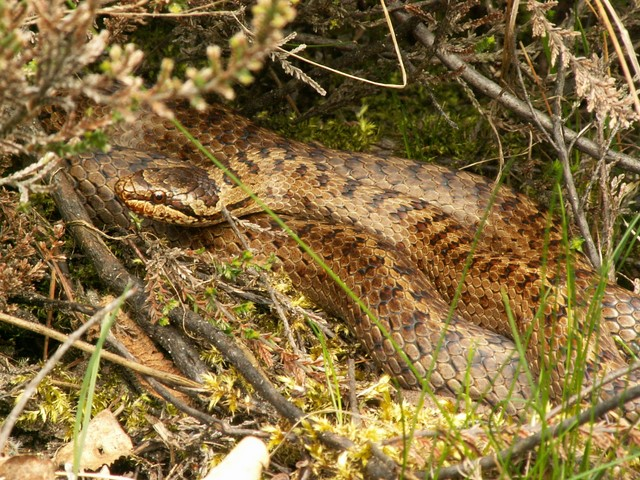
Une coronelle lisse sur de la mousse.

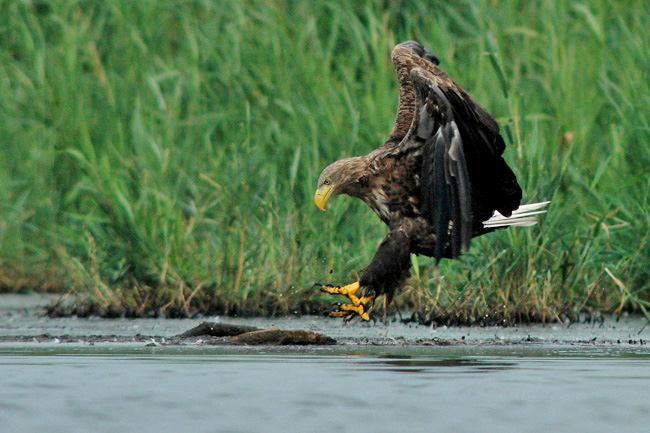
Un pygargue à queue blanche en train de chasser.

En 2008, il y avait 3 500 espèces animales attestées dans la réserve de biosphère, dont 807 espèces menacées en Saxe selon la liste rouge de l'UICN. 
Après avoir particulièrement étudié les libellules, les observateurs en ont relevé 53 espèces distinctes. L'ophiogomphe serpentin ainsi que les quatre espèces de leucorrhine sont notamment représentées : la leucorrhine à gros thorax, la leucorrhine rubiconde, la leucorrhine douteuse et la leucorrhine à large queue. Les étangs sont l'habitat naturel de nombreux coléoptères aquatiques, les landes et les clairières sont le lieu de vie de différents papillons de jour. Sur les terrains de l'ancien site d'entraînement militaire, on trouve beaucoup de guêpes fouisseuses et d'abeilles sauvages, comme l'oxybelus latro ou la lasioglossum subfasciatum.
On a répertorié 23 espèces de poisson dans les 350 étangs, dont la loche d'étang, la lamproie de Planer ou la loche de rivière. D'autres espèces ont été introduites pour la pisciculture.
Parmi les 15 espèces d'amphibiens répertoriées, on compte de nombreuses rainettes vertes, des grenouilles des champs, des sonneurs à ventre de feu ou des tritons crêtés. Parmi les 6 espèces de reptiles, on trouve la coronelle lisse et la vipère péliade.
On a constaté la présence depuis 1997 de 161 oiseaux nicheurs. La réserve est une des zones de Saxe où on en rencontre le plus. Une vingtaine de couples de pygargues à queue blanche et de 45 à 50 couples de grues cendrées nichent dans la réserve. Une vingtaine de butors étoilés. Autour des étangs, il y a une population importante de rousserolle turdoïde (répartie dans quelque 400 territoires), de sterne pierregarin avec quelque 155 couples et de grèbe castagneux avec presque 200 couples. On a aussi dénombré quelques grèbes jougris, des blongios nains et des marouettes poussins.
Dans les régions boisées et les clairières, on rencontre des populations de huppe fasciée, d'alouette lulu, de pie-grièche écorcheur, d'engoulevent d'Europe, de chevêchette d'Europe et de chouette de Tengmalm. En outre, quelque 30 000 individus de 70 espèces d'oiseaux d'eau font une halte dans la réserve lors de leur migration automnale.
En tout, 49 espèces de mammifères ont été répertoriées. Parmi les 16 espèces de chauve-souris sont présents le murin de Daubenton et la noctule commune. La réserve est un des habitats privilégiés de la loutre d'Europe avec entre 100 et 150 individus adultes. C'est aussi le territoire de plusieurs bandes de loups gris.

## Climat
Les précipitations moyennes dans la réserve est de 630 mm/an, avec des différences entre l'ouest-sud-ouest à 600 mm et est-sud-est à 700 mm. Les mois les plus pluvieux sont ceux de juin à août.
La température moyenne est de 8,5 °C. dans l'année. Janvier est le mois le plus froid avec une moyenne de —0,7 °C, juillet est le mois le plus chaud avec 18,1 °C. Les écarts de température annuels est de 18,7 à 10 °C.

## Population
La population humaine dans la réserve était de 10 300 habitants en 2006 répartis en 12 communes et 32 villages.